# Dicladispa hebes
Dicladispa hebes es una especie de insecto coleóptero de la familia Chrysomelidae.
Fue descrita científicamente en 1956 por Uhmann.